# Alcis admissaria
Alcis admissaria är en fjärilsart som beskrevs av Achille Guenée 1858. Alcis admissaria ingår i släktet Alcis och familjen mätare. Inga underarter finns listade i Catalogue of Life.

## Bildgalleri

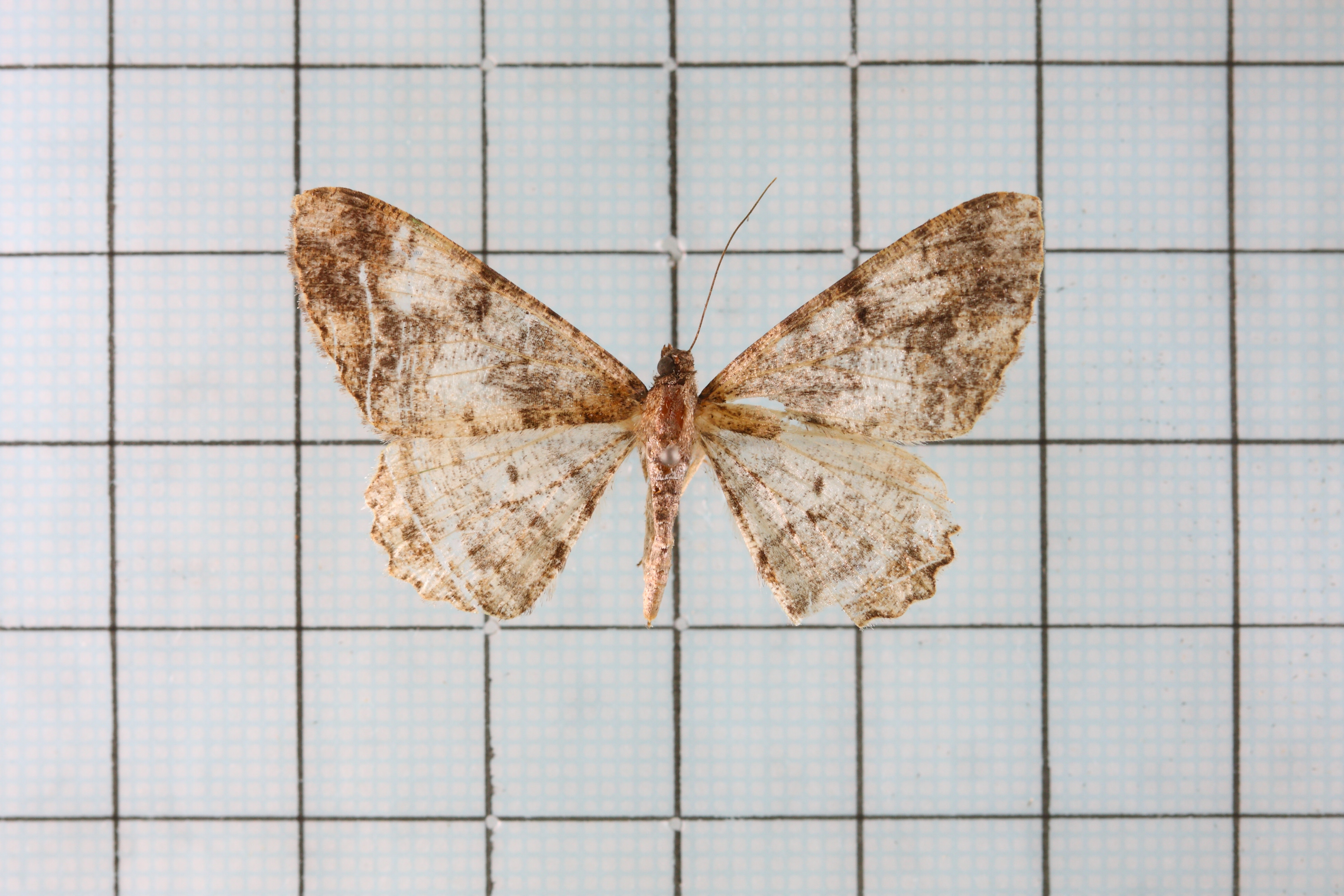